# Гутурама чагарникова
Гутура́ма чагарникова (Euphonia affinis) — вид горобцеподібних птахів родини в'юркових (Fringillidae). Мешкає в Мексиці і Центральній Америці.

## Опис
Довжина птаха становить 9 см, вага 8,5-12,8 г. Виду притаманний статевий диморфізм. У самців голова, горло, спина, крила і хвіст синювато-чорні, нижня частина грудей, живіт і гузка золотисто-жовті, на лобі золотисто-жовта пляма. Самиці мають переважно коричнювато-сіре забарвлення, спина і крила у них більш сірі, крила і хвіст мають чорнуваті края. Обличчя і нижня частина тіла у них охристі, нижня частина живота жовтувато-оранжева. Очі темно-карі, дзьоб і лапи чорнуваті.

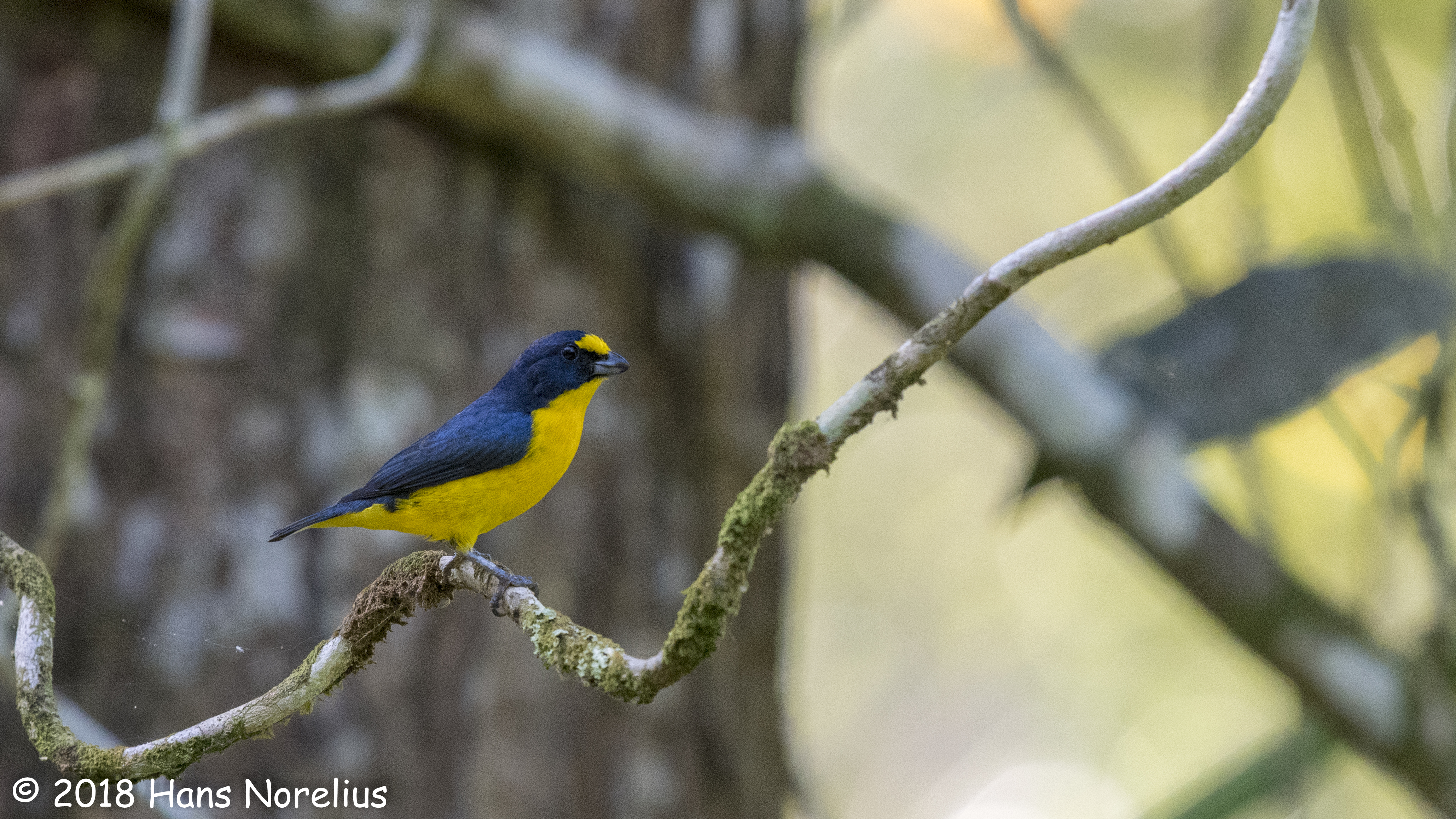
Чагарникова гутурама

## Підвиди
Виділяють два підвиди:
- E. a. olmecorum Dickerman, 1981 — східна Мексика;
- E. a. affinis (Lesson, R, 1842) — від південної Мексики до північно-західної Коста-Рики.

Euphonia godmani раніше вважався підвидом чагарникової гутурами, однак був визнаний окремим видом.

## Поширення і екологія
Чагарникові гутурами мешкають в Мексиці, Гватемалі, Белізі, Гондурасі, Сальвадорі, Нікарагуа і Коста-Риці. Вони живуть в сухих і вологих чагарникових запростях і рідколіссях, на полях і плантаціях, в парках і садах. Зустрічаються поодинці або парами, переважно на висоті до 1000 м над рівнем моря. Живляться переважно ягодами омели і плодами фікусів, а також іншими ягодами і плодами, доповнюють свій раціон дрібними комахами та іншими безхребетними. Сезон розмноження триває з листопада по травень. Гніздо кулеподібне, будується самицею і самцем, розміщується в чагарниках. Воно складається з зовнішньої частини, сплетеної з гілочок і рослинних волокон і внутрішної, встеленої мохом, пухом або іншим м'яким матеріалом. В кладці від 2 до 5 білих яєць, поцяткованих бурими плямками. Інкубаційний період триває приблизно 2 тижні. Пташенята покидають гніздо через 3 тижні після вилуплення, однак батьки продовжують піклуватися про них ще деякий час. Насиджує лише самиця, за пташенятами доглядають і самиці, і самці.